# Antoine (prénom)
Pour les articles homonymes, voir Antoine.
Antoine est un prénom masculin ainsi qu'un patronyme ou nom de famille.

## Origines et popularité
Le nom fut porté dans l'Antiquité romaine sous la forme Antonius, anthroponyme latin d'origine étrusque, forme dont est issu le français Antoine. La forme populaire de l'ancien français était Antoin. Il est devenu populaire dans toute la Méditerranée et dans toute l'Europe en référence à saint Antoine le Grand, considéré comme le Père des moines. [réf. nécessaire]
Le plus connu des saints Antoine est sans conteste saint Antoine de Padoue. Issu d'une grande famille portugaise, il quitta l'avenir doré qui se présentait à lui pour devenir franciscain. Il est le patron du Portugal et celui des fiancés. Il est surnommé le « saint des saints » ou bien encore « docteur évangélique ».
En France, entre 1900 et 1930, 2 000 nouveau-nés recevaient chaque année le nom d'Antoine. Entre 1940 et 1970, le prénom a connu une certaine défaveur. Mais après 1970, il est revenu à la mode et en 1996 près de 7 000 bébés ont reçu ce nom. On fête les Antoine le 13 juin et le 5 juillet.

## Personnes portant ce prénom
- Pour l'ensemble des articles sur les personnes portant ce prénom, consulter :
  - la liste des articles dont le titre commence par ce prénom
  - les listes produites par Wikidata : Liste des personnes de prénom « Antoine » — même liste en incluant les éventuels prénoms composés qui contiennent « Antoine ».

## Hypocoristiques français
Toine (par aphérèse populaire), Toinou, Twanus, Tonio, Tonni, Tony , Toni.

## Patronymes français
Antoinet, d'où la forme féminine Antoinette, Toinet, Tonet, Thoinet, Thoinot, Thoin et Toin

## Variantes par langue d'origine
- Allemand : Anton
- Anglais : Anthony, Antony, Tony, forme féminine Toni qui a pour diminutif Antoinette
- Anglais afro-américain : Antuan, Antwan, Antwaun, Antwon, Antwone, Antwuan
- Arabe : Antoun (أنطون), diminutif libanais Tanios
- Basque : Andoni, Anton, Antonio, Antton ou Antxon[2]
- Breton : Anton
- Provençal : Antòni
- Catalan : Antoni qui a pour diminutif Tonet ou Toni, forme féminine Antònia qui a pour diminutif Antonieta
- Corse : Antone qui a pour diminutif Antò, forme féminine Antonia.
- Croate : Ante
- Espagnol : Antonio, Toño
- Français : Antoine, Toine (par aphérèse  populaire) et le composé Marc-Antoine ; formes féminines Antoinette, Antonie, Toinette, Toinon, Tonie et le composé Marie-Antoinette[1]. Titouan, Titoine.
  - diminutif français : Toine, Toinou, Togne, Tony
  - forme féminine française : Antoinette, Toinon
- Gallo : Touene, Antouene
- Grec : Antonios en grec moderne se prononce "Andonios" (le "s" sonore). Féminin : Antonia prononcé "Andonia".
- Hongrois : Antal
- Italien : Antoni, Antonio, Tonio - Féminin : Antonia, Antonietta
- Latin : Antonius
- Letton : Antons
- Néerlandais :  Antoin, Antwan, Antoon, Antonin, Toen, Toine, Twan. Féminin : Antoinella, Antonien, Antonet,  Antoinetta,  Antonetta,
- Occitan : Antòni, diminutif Titouan
- Picard : Antoéne[3]
- Polonais : Antoni, Antoś, Antek
- poitevin : Toene, Antoene
- Portugais : Antão, António, qui a pour diminutif Tó, Toni, Toi - Féminin : Antónia, Antonieta, Tónia
- Roumain : Anton
- Serbe : Antonije
- Tchèque : Antonin
- Russe : Антон (Anton)

## Communauté
Le 7 avril 2019, Antoine Paulet fonde un groupe facebook destiné à rassembler tous les Antoine : Neurchi d'Antoine. La communauté regroupe plus de 10500 Antoine en février 2024. Grâce à cette communauté, un Antoine a pu réaliser le tour de France en ne logeant que chez des Antoine. Les Antoine disposent également d'un drapeau et d'une bière.